# Federația de Fotbal din Kosovo
Federația de Fotbal din Kosovo (albaneză Federata e Futbollit e Kosovës; FFK) este organul conducător al fotbalului din Kosovo. Ea a fost fondată în 2008, își are sediul în Priștina și, în prezent, este condusă de Agim Ademi. Federația organizează opt competiții de fotbal în Kosovo și conduce echipele naționale ale statului.

## Competiții
- Superliga cu 12 cluburi
- Liga e Parë cu 16 cluburi
- Liga e Dytë
  - Liga e Dytë Grupi i Veriut
  - Liga e Dytë Grupi i Jugut
- Superliga - Juniorët
- Liga e Parë - Juniorët
- Futsal
- Kupa e Kosovës

## Echipe naționale
- Echipa națională de fotbal a Republicii Kosovo
- Echipa națională de fotbal a Republicii Kosovo sub 21 de ani